# ZEUS robotic surgical system
Lo ZEUS Robotic Surgical System (ZRSS) è un robot chirurgico progettato dalla statunitense Computer Motion per la chirurgia mininvasiva. Il predecessore fu il sistema AESOP, approvato dalla Food and Drug Administration nel 1994. Lo ZRSS venne approvato dalla FDA nel 2001. ZEUS ha tre bracci robotizzati mossi dal chirurgo a distanza. Il primo braccio, AESOP (Automated Endoscopic System for Optimal Positioning), è un endoscopio attivabile a voce. Gli altri due bracci sono operati dalle mani del chirurgo. ZEUS non venne più commercializzato dal 2003, da quando la società Computer Motion si fuse con la Intuitive Surgical, a seguito di cause legali per i brevetti.

## Storia

### AESOP
Negli anni '90 la Computer Motion produceva già tecnologia medica come l' HERMES Control Center e SOCRATES Telecollaboration System. Computer Motion iniziò lo sviluppo del sistema AESOP assieme alla NASA SBIR (Small Business Innovation Research). NASA pensava di usufruire della tecnologia sviluppata per uso spaziale quando gli operatori sullo Space Shuttle in orbita avrebbero avuto difficoltà nel riparare strumenti di difficile accesso.
AESOP venne approvato dalla FDA nel 1994, divenendo il primo robot chirurgico della storia. AESOP ha un endoscopio attivabile a comando dalla voce del medico. I bracci per l'intervento chirurgico sono mossi dal medico a distanza.

### ZEUS system
Il primo prototipo del ZEUS fu reso pubblico nel 1995, e testato su animali nel 1996. Due anni dopo nel 1998, vennero pubblicate le procedure per l'anastomosi chirurgica e per il bypass coronarico (CABG). Nel 2000 ZEUS aveva 28 differenti tipi di strumenti chirurgici applicabili. Nel 2001 ricevette l'approvazione FDA. Al 2003 il costo di un sistema completo era di 975.000 US$.

### Computer Motion vs. Intuitive Surgical
Nel 2000, Computer Motion citò con otto cause la rivale Intuitive Surgical, per l'uso illegale di brevetti da parte di quest'ultima.
Il 7 marzo 2003, Computer Motion e Intuitive Surgical si fusero. Questo per cessare i litigi tra le due società, ma anche per unire le forze nel settore emergente. Presto il sistema ZEUS venne cessato nella produzione a favore del Da Vinci.

## Cronologia
- 1º dicembre 1998 – Computer Motion Inc. e United States Surgical Corp. siglano l'accordo per dispositivi medici nella chirurgia del cuore con ZEUS.[7]
- 1998 – Dr. Frank Diamiano effettua la prima anastomosi chirurgica delle tube di Falloppio usando ZEUS.[8]
- 24 settembre 1999 – Dr. Boyd del London Health Sciences Centre (LHSC) effettua il primo bypass coronarico usando ZEUS.[8]
- 22 novembre 1999 – la prima procedura di rivascolarizzazione cardiaca ibrida nell'Ontario Health Sciences Centre da parte del Dr. Douglas Boyd viene messa in atto con ZEUS.[8]
- 9 dicembre 1999 – Dr. Ralph Damiano, Jr., del Penn State Milton S. Hershey Medical Center di Hershey effettua il primo bypass negli USA usando ZEUS.[8]
- 9 ottobre 2001 – ZEUS riceve l'approvazione FDA.[8]